# FNN夕方ローカルニュース一覧
FNN夕方ローカルニュース一覧（エフエヌエヌゆうがたローカルニュースいちらん）は、フジテレビ系列のFNN各局で現在放送中の夕方ニュース番組の一覧である。

## 概要
基本的には各局とも、平日（月 - 金曜）17:48 - 18:09と週末（土・日曜）17:30 - 17:47:10は全国パート（『Live News イット!』）。その後各局ごとにローカルニュースを放送。ただし、各局ごとにローカルワイド番組に内包する形、あるいは独立型とそれぞれ形態が異なる。1980年代までは各局独自のタイトルで放送されていたが、『FNNスーパータイム』以降は徐々にタイトルも合わせる系列局が徐々に増えていき、2015年現在では平日タイトルは前後に局名・地域名以外のタイトルが挟まれる局もあるが『FNNスーパーニュース』に統一されていた。ただし、2015年3月30日から2018年4月1日まで放送されていた『FNNみんなのニュース』及び2018年4月2日から2019年3月31日まで放送されていた『プライムニュース イブニング』及び2019年4月1日から放送の『Live News イット!』では独自タイトルを採用する系列局（サガテレビ、テレビ大分、テレビ宮崎など）や前番組『プライムニュース イブニング』時代で使用していたタイトルとフォーマットをローカル枠の番組名に「プライム」のフレーズを残し、そのまま継続している系列局（高知さんさんテレビ）もある。
なお、現在放送中の各番組の詳細や、過去に各局で放送されていた番組に関してはそれぞれの項を参照されたい。また週末版については各局の平日版のページに合わせて記載されている（一部の局を除く）ので、そちらを参照されたい。
※各局の番組タイトル、キャスターは次の通り。またインターネットでの動画配信を行っている局は「■」マーク付き。

## 北海道・東北
- 北海道文化放送（UHB）
  - みんテレ■（月 - 金曜 16:50 - 19:00【ローカルニュース枠は16:50 - 17:35頃、18:09 - 19:00。日ハムナイター中継がある場合はローカルニュースを17時台へ繰り上げ、18:09よりプロ野球中継を放送】）
ニュースキャスター：八木隆太郎、千須和侑里子
気象キャスター：菅井貴子（気象予報士）
スポーツキャスター：福本義久、石野智子
  - FNN Live News イット!■（土曜・日曜 17:30 - 18:00【ローカルニュース枠は土曜・日曜 17:48頃 - 18:00】）
キャスター：シフト勤務

- 岩手めんこいテレビ（mit）
  - mit Live News■（月 - 金 17:48 - 18:55【ローカルニュース枠は18:09 - 18:48:30、18:55 - 19:00】）
キャスター：細田啓信・住本結花（月 - 水曜）、高橋裕二・石橋美希（木曜・金曜）
気象キャスター：森尾絵美里（月曜・火曜）、吉田裕美（mit気象予報士、水 - 金曜）
  - FNN Live News イット!■（土曜・日曜 17:30 - 18:00【ローカルニュース枠は17:48頃 - 18:00】）
キャスター：シフト勤務

- 仙台放送（OX）
  - 仙台放送 Live News イット!■（月 - 金曜 15:45 - 19:00【ローカルニュース枠は18:09 - 18:48:30、18:55 - 19:00。楽天ナイター中継がある場合はローカルニュースを17時台へ繰り上げ、18:09よりプロ野球中継を放送】、土曜・日曜 17:30 - 18:00【ローカルニュース枠は17:48頃 - 18:00】）
キャスター：梅島三環子・高橋咲良（月 - 水曜）、牧広大・西ノ入菜月（木・金曜）
アシスタントキャスター：伊藤瞳
気象キャスター：平野貴久（気象予報士）
スポーツキャスター：金澤聡・下山由城
週末版キャスター：シフト勤務

- 秋田テレビ（AKT）
  - Live News あきた■（月 - 金曜 15:45 - 19:00【ローカルニュース枠は18:09 - 18:48:30】）
メインキャスター：武田哲哉、八代星子、佐藤愛純
スポーツキャスター：竹島知郁
気象キャスター：髙橋亜弓
  - FNN Live News イット!■（土曜・日曜 17:30 - 17:55、ローカルニュース枠は17:48頃 - 17:55）
キャスター：シフト勤務

- さくらんぼテレビ（SAY）
  - News イット! やまがた（月 - 金曜 16:50 - 19:00【ローカルニュース枠は18:09 - 18:48:30、18:55 - 19:00】、土曜・日曜 17:30 - 18:00【ローカルニュース枠は17:48頃 - 18:00】）
キャスター：白田貴彦、岸波香桜
週末版キャスター：シフト勤務

- FTV 福島テレビ
  - テレポートプラス■（月 - 金曜 18:09 - 19:00【ローカルニュース枠は18:09 - 18:48:30、18:55 - 19:00】、土曜 17:30 - 18:25【ローカルニュース枠は17:48頃 - 18:25】）
アンカー（メインMC）：豊嶋啓亮（月 - 木曜）、坂井有生（金曜）
ニュースキャスター：菅家ひかる・日野佑希人（月 - 水曜）、伊藤亮太・八重樫葵（木曜・金曜）、矢崎佑太郎・八重樫葵（土曜）
気象キャスター：斎藤恭紀（気象予報士）
  - FNN Live News イット!■（日曜 17:30 - 18:00【ローカルニュース枠は17:48 - 18:00】）
キャスター：シフト勤務

## 甲信越・北陸・東海
- NST新潟総合テレビ（NST）
  - NST News タッチ（月 - 金曜 18:09 - 19:00【ローカルニュース枠は18:09:30 - 18:48:30、18:55 - 19:00】）
キャスター：杉本一機、松村道子
気象キャスター：清水祥太（気象予報士）
  - FNN・NST Live News イット!（土曜・日曜 17:30 - 18:00【ローカルニュース枠は17:48頃 - 18:00】）
キャスター：シフト勤務

- 長野放送（NBS）
  - NBSみんなの信州■（月 - 金曜 18:09 - 19:00【ローカルニュース枠は18:09 - 18:48:30、18:55 - 19:00】）
キャスター：重盛赳男、小宮山瑞季
  - NBS Live News イット!■（土曜・日曜 17:30 - 18:00【ローカルニュース枠は17:48頃 - 18:00】）
キャスター：シフト勤務

- テレビ静岡（SUT）
  - ただいま!テレビ（月 - 金曜 16:50 - 19:00【ローカルニュース枠は16:50 - 17:48、18:09 - 19:00】）
MC：菰田玲子
情報キャスター：高橋正純
ニュースキャスター：松下翔太郎・本谷育美（月 - 水曜）、蓮見直樹・高里絵理奈（木曜）、永井俊樹・室伏真璃（金曜）
  - FNN Live News イット!（土曜・日曜 17:30 - 18:00【ローカルニュース枠は17:48頃 - 18:00】）
キャスター：シフト勤務

- 富山テレビ（BBT）
  - ライブBBT■（月 - 金曜 15:20 - 19:00【ローカルニュース枠は15:20 - 15:45、18:09 - 18:48:30、18:55 - 19:00】、土曜 17:30 - 18:00【ローカルニュース枠は17:48頃 - 18:00】）
15時・16時・17時台キャスター：谷優子
18時台キャスター：伊藤恵祐、矢野美沙
フィールドキャスター：深津麻弓、尾川知輝、西村朋宏、森田麗実
気象キャスター：木地智美（気象予報士）
土曜版キャスター：シフト勤務
  - 北陸中日新聞 日曜夕刊■（日曜 17:30 - 18:00【ローカルニュース枠は17:48頃 - 18:00】）
キャスター：シフト勤務

- 石川テレビ（ITC）
  - 石川さんパレット[2]（月 - 金曜 16:45  - 19:00【ローカルニュース枠は、16:45 - 16:50、17:12:30 - 17:48、18:09 - 18:48:30※金曜日のみ19時台にローカル特番を放送する場合、18:55 - 19:00になる日もある】
キャスター：秋末械人・尾﨑侑美
気象キャスター：粟原一矢（気象予報士）
  - 石川さん Live News イット!（土曜 17:30 - 18:00【ローカルニュース枠は17:48頃 - 18:00】）
キャスター：シフト勤務
  - FNN北陸中日新聞 日曜夕刊（日曜 17:30 - 18:00【ローカルニュース枠は17:48頃 - 18:00】）
キャスター：シフト勤務

- 福井テレビ（FTB）
  - 福井テレビ News イット!（月 - 金曜 15:45 - 19:00【ローカルニュース枠は18:09 - 18:48:30、18:55 - 19:00】）
キャスター：佐橋嬉香・田島嘉晃（月〜木曜）、坂本剛史・井上愛梨（金曜）
  - FNN福井テレビLive News（土曜・日曜 17:30 - 18:00【ローカルニュース枠は17:48頃 - 18:00】）
キャスター：シフト勤務

- 東海テレビ（THK）
  - NEWS ONE■（月 - 金曜 15:42 - 19:00【ローカルニュース枠は15:42 - 15:45、16:50 - 17:48、18:09 - 18:48:30、18:55 - 19:00 
※不定期で17:12:30 - 17:48になる日もあり、18:09 - 19:00になる日もある。中日ナイター中継がある場合はローカルニュースを17時台へ繰り上げ、18:09よりプロ野球中継を放送】）
キャスター：松井美智子
フィールドキャスター：杉山真一・柴田美奈・篠田愛純
気象キャスター：福島智之（気象予報士）
  - FNN NEWS ONE■（土曜 17:30 - 18:00【ローカルニュース枠は17:48頃 - 18:00】）
キャスター：勅使河原由佳子・伊藤大悟
  - 中日新聞テレビ日曜夕刊■（日曜 17:30 - 18:00【ローカルニュース枠は17:48頃 - 18:00】）
キャスター：國生千代・勅使河原由佳子・浦口史帆

## 関西
- 関西テレビ（KTV）
  - newsランナー■（月 - 金曜 16:50 - 19:00【ローカルニュース枠は17:12:30 - 17:48、18:09 - 19:00
※関西地方の重要なニュースがあった場合は、16:50 - 17:48になる日もある。阪神ナイター中継がある場合はローカルニュースを17時台へ繰り上げ、18:09よりプロ野球中継を放送】）
メインキャスター：吉原功兼
サブキャスター：竹上萌奈（月 - 水曜）、谷元星奈（木・金曜）
フィールドキャスター：坂元龍斗
気象キャスター：片平敦（気象予報士）
  - FNN Live News イット!■（土曜・日曜 17:30 - 18:00【ローカルニュース枠は17:48頃 - 18:00】）
キャスター：竹上萌奈（土曜）、林弘典（日曜）

## 中国・四国
- さんいん中央テレビ（TSK）
  - TSK Live News イット!（月 - 金曜 15:45 - 19:00【ローカルニュース枠は18:09 - 18:48:30】、土曜・日曜 17:30 - 18:00【ローカルニュース枠は17:48頃 - 18:00】）
キャスター：山根収（月 - 木曜）、平川翔也（金曜）、原田笑（月・金曜）、坂西美香（火 - 木曜）
気象キャスター：藤谷裕介（気象予報士）
週末版キャスター：シフト勤務

- 岡山放送（OHK）
  - OHK Live News■（月 - 金曜 16:50 - 19:00【ローカルニュース枠は18:09 - 18:48:30】）
キャスター：岸下恵介・森夏美
気象キャスター：中塚美緒
  - FNN Live News イット!■（土曜・日曜 17:30 - 18:00【ローカルニュース枠は17:48頃 - 18:00】）
キャスター：シフト勤務

- テレビ新広島（tss）
  - TSSライク!（月 - 金曜 16:50 - 19:00【ローカルニュース枠は17:12:30 - 17:48、18:09 - 18:48:30、18:55 - 19:00】）
MC：衣笠梨代（月 - 金曜）、加藤雅也（月 - 水曜）、野川諭生（木曜・金曜）
気象キャスター：山本剛弘（気象予報士、月 - 水曜）、田代香子（気象予報士、木・金曜）
  - FNN TSS Live News イット!（土曜・日曜 17:30 - 18:00【ローカルニュース枠は17:48頃 - 18:00】）
キャスター：シフト勤務

- テレビ愛媛（EBC）
  - EBC Live News ■（月 - 金曜 15:45 - 19:00【ローカルニュース枠は18:09 - 18:48:30、18:55 - 19:00】、土曜 17:30 - 17:55、日曜17:30 - 17:57【ローカルニュース枠は土曜 17:48頃 - 17:55、日曜 17:48頃 - 17:57】）
キャスター：正本健太、名護谷希慧
リポーター：橋本利恵
気象キャスター：真鍋果夏
週末版キャスター：シフト勤務

- 高知さんさんテレビ（KSS）
  - プライムこうち（月 - 木曜 18:09 - 19:00【ローカルニュース枠は18:09 - 18:48:30、18:55 - 19:00】）
キャスター：田村優介（月曜）、石井愛子（月曜・火曜）、鍛冶屋明香（火曜）、野村舞（水曜）、玉井新平（水曜・木曜）、川邊世里奈（木曜）
スポーツキャスター：鍛冶屋明香（月曜）
  - プライムこうちF（金曜 18:09 - 19:00）
キャスター：玉井新平・川邊世里奈
  - FNN Live News イット!（土・日曜 17:30 - 17:55【ローカルニュース枠は17:48頃 - 17:55】）
キャスター：シフト勤務

## 九州・沖縄
- テレビ西日本（TNC）
  - 報道ワイド 記者のチカラ（月 - 金曜 16:49 - 19:00【ローカルニュース枠は16:49 - 16:50、17:12:30 - 17:48、18:09 - 19:00。福岡ナイター中継がある場合はローカルニュースを17時台へ繰り上げ、18:09よりプロ野球中継を放送】）
メインキャスター：川崎健太、出口麻綾
  - FNN Live News イット!（土曜・日曜 17:30 - 18:00【ローカルニュース枠は17:48頃 - 18:00】）
キャスター：シフト勤務

- サガテレビ（sts）
  - かちかちLIVE■（月 - 金曜 16:50 - 19:00【ローカルニュース枠は17:12:30 - 17:48、18:09 - 18:48:30、18:55 - 19:00】）
メインキャスター：平川邦明、花田百合奈
ニュースキャスター：鶴丸英樹（月曜・火曜）、橋爪和泉（月 - 水曜）、川野優也（水 - 金曜）、森麻衣子（木曜・金曜）
  - FNN・SAGA TV Live News イット!■（土・日曜 17:30 - 18:00【ローカルニュース枠は17:48頃 - 18:00】）
キャスター：シフト勤務

- テレビ長崎（KTN）
  - マルっと! ■（月 - 金曜 16:10 - 16:48）
MC：平仙浩教（月曜 - 木曜）、長崎亭キヨちゃんぽん（金曜）
気象キャスター：松田貢児（気象予報士）
  - KTN Live News イット! ■（月曜 - 金曜  16:48[3][4] - 19:00[注 1]【ローカルニュース枠は16:48 - 16:50、18:09 - 18:48:30、18:55 - 19:00[注 1]（木曜のみ）】、土曜・日曜 17:30 - 18:00【ローカルニュース枠は17:48頃 - 18:00】）
平日版キャスター：磯部翔、本田舞、楠原彩加
気象キャスター：松田貢児（気象予報士）
週末版キャスター：シフト勤務

- テレビ熊本【TKU】
  - TKU Live News ■（月 - 金曜 15:45 - 19:00【ローカルニュース枠は18:09 - 18:48:30】、土曜・日曜 17:30 - 18:00【ローカルニュース枠は17:48頃 - 18:00】）
キャスター：尾谷いずみ、郡司琢哉
気象キャスター：林田雪菜
週末版キャスター：シフト勤務

- テレビ大分（TOS）
  - ゆ〜わくワイド&News ■（月 - 金曜 16:50 - 19:00【ローカルニュース枠は17:12:30 - 17:48、18:09 - 19:00】）
キャスター：柴田真里、田辺智彦、藤村晃輝
  - FNN TOS Live News イット! ■（土曜・日曜 17:30 - 17:55【ローカルニュース枠は17:48頃 - 17:55】）
キャスター：シフト勤務

- テレビ宮崎（UMK）
  - #Link ■（月 - 金曜 17:48 - 19:00【ローカルニュース枠は18:09 - 18:48:30】）
キャスター：児玉泰一郎・宮崎愛子・永井友梨
フィールドキャスター：瀬良有里奈、藤崎祐貴、オカファーエニス豪
気象キャスター：酒井晋一郎（気象予報士）
  - FNN Live News イット! ■（土曜 17:30 - 17:56、日曜 17:30 - 18:00【ローカルニュース枠は土曜 17:48頃 - 17:56、日曜 17:48頃 - 18:00】）
キャスター：シフト勤務

- 鹿児島テレビ（KTS）
  - KTS Live News ■（月 - 金曜 18:09 - 19:00【ローカルニュース枠は18:09 - 18:48:30、18:55 - 19:00】）
キャスター：坪内一樹、井上彩香
気象キャスター：新井雅則（月 - 木曜）、渡司陵太（金曜）
スポーツキャスター：前原竜二、小鍛冶宏将、上片平健
  - FNN Live News イット! ■（土曜 17:30 - 18:00、日曜 17:30 - 17:56【ローカルニュース枠は土曜 17:48 - 18:00、日曜 17:48 - 17:56】）
キャスター：シフト勤務

- 沖縄テレビ（OTV）
  - OTV Live News イット! ■（月 - 金曜 17:48 - 19:00【ローカルニュース枠は18:09 - 18:48:30】）
キャスター：稲嶺羊輔・平良いずみ（月曜・火曜）、平良いずみ・大城良太（水曜）、大城良太・小林美沙希（木・金曜）
  - FNN Live News イット!■（土・日曜 17:30 - 18:00【ローカルニュース枠は17:48頃 - 18:00】）
キャスター：後間秋穂

## 過去に放送した番組
- 北海道文化放送（UHB）

道新ニュース - 道新ニュースプリズム - テレビ道新6:30 - uhbイブニングニュース - uhbニュースレポート5:30 - uhbスーパータイム（第1期） - スーパータイムHOKKAIDO - uhbスーパータイム（第2期） - uhbザ・ヒューマンHOKKAIDO - uhbスーパーニュース FNN　- Super NEWS U（平日のみ）　- みんなのニュース ほっかいどう（平日のみ） - UHB みんなのニュース
- 岩手めんこいテレビ（mit）

mitスーパータイム - mitザ・ヒューマン - mitスーパーニュース - mit みんなのニュース - mitプライムニュース
- 仙台放送（OX）

仙台放送ニュース - 仙台放送イブニングニュース - FNN仙台放送イブニングニュース - FNN仙台放送スーパータイム - FNNとうほく ニュース一番星（東北ブロックネット、金曜のみ） - FNN仙台放送ザ・ヒューマン - 仙台放送スーパーニュース - 仙台放送みんなのニュース - 仙台放送プライムニュース
- 秋田テレビ（AKT）

AKTニュース - ニュース6:15あきた - AKTテレポートあきた - FNNテレポートあきた - スーパータイムあきた - FNNザ・ヒューマンあきた - AKTスーパーニュース - AKT みんなのニュース - プライムニュースあきた
- 山形テレビ（YTS）（1993年3月31日までFNN、同年4月よりANNにネットチェンジ）

YTSニュース - YTSイブニングワイド - YTSテレビ夕刊 - YTSニュースワイド60（土曜・日曜は、YTSニュース・天気予報） - YTSニュース スーパータイム
- さくらんぼテレビ（SAY）

SAYスーパータイム - FNN SAYニュース555 ザ・ヒューマン（土曜・日曜は、FNN SAYニュース ザ・ヒューマン）- SAYスーパーニュース - さくらんぼテレビ みんなのニュース - さくらんぼテレビ プライムニュース
- 福島テレビ（FTV）

FTVテレポート - FNN FTVテレポート - FNN FTVニュース555 テレポート ザ・ヒューマン（土曜・日曜は、FNN FTVニュース テレポート ザ・ヒューマン） - FNN FTVスーパーニュース テレポート - Lばんテレポート FTVスーパーニュース FNN - Lばんスーパーニュース（平日のみ） - FTVスーパーニュース - FTV みんなのニュース
- フジテレビ（CX）

FNNニュースレポート6:30 - スーパータイム関東（金曜のみ）- FNNニュース555 ザ・ヒューマン（週末はFNNニュース ザ・ヒューマン） - FNNスーパーニュース（週末は2001年4月1日までが平日と同タイトルで同年4月7日から番組終了まではFNNスーパーニュースWEEKEND） - みんなのニュース（週末はFNN みんなのニュース Weekend） - プライムニュース イブニング
- NST新潟総合テレビ（NST）

NSTニュース - NSTワイド6:30 - NSTワイド6:00 - NSTニュースコーナー（週末のみ） - NSTスーパータイム - FNN NSTニュース555 ザ・ヒューマン - NSTスーパーニュース - NST みんなのニュース - NST プライムニュース
- 長野放送（NBS）

NBSニュース - NBSイブニング630 - NBSイブニング6:00（日曜のみ、NBSイブニング5:30） - NBSスーパータイム NEWS&SPORTS - FNN NBSザ・ヒューマン - NBSスーパーニュース - NBSみんなのニュース - NBSプライムニュース みんなの信州
- テレビ静岡（SUT）

テレビ静岡ニュース - テレビ静岡ニュースホットライン - テレビ静岡ニュースレポート - テレビ静岡ニュースプラザ - FNNテレビ静岡スーパータイム - FNNテレビ静岡ザ・ヒューマン - FNNテレビ静岡スーパーニュース - みんなのニュース しずおか - プライムニュース しずおか
- 富山テレビ（T34→BBT）

T34ニュース - 中日ニュース テレポートとやま - こんばんは!とやま6:30 - ニュース6:30 - FNNイブニングワイド6:00 - FNNイブニングワイドとやま6:00 - FNNスーパータイムとやま - スーパータイムとやま530（平日のみ） - FNN BBTザ・ヒューマン - FNN BBTスーパーニュース - BBTスーパーニュース チャンネル8（平日のみ） - みんなのニュース BBTチャンネル8 - プライムニュース BBTチャンネル8
- 石川テレビ（ITC）

ITCニュース - ITCニュースワイド6:30 - ニュースワイド石川6:30 - FNNニュースワイド石川6:00 - FNN石川テレビスーパータイム - FNN石川テレビザ・ヒューマン - 石川テレビスーパーニュース - 石川さん みんなのニュース - 石川さん プライムニュース - 石川さん Live News イット!（平日のみ）
- 福井テレビ（FTB）

福井テレビニュース - 福井テレビニュース6:45 - 福井テレビニュース6:30 - FNN福井テレビニュース6:00 - FNN福井テレビスーパータイム - FNN福井テレビザ・ヒューマン - FNN福井テレビスーパーニュース - 福井テレビみんなのニュース - 福井テレビ プライムニュース - おかえりなさ～い
- 東海テレビ（THK）

東海テレニュース - 東海テレビニュースポスト - イブニングニュース630 - イブニングニュース600 - FNN東海テレビスーパータイム - FNN東海テレビザ・ヒューマン - 東海テレビスーパーニュース - みんなのニュース One
- 関西テレビ（KTV）

KTVニュース - アタック630 - アタック600（日曜のみ、アタック530） - アタック ザ・ヒューマン - FNNスーパーニュースKANSAI - FNNスーパーニュースほっとカンサイ（平日のみ） - FNNスーパーニュースほっとKANSAI（平日のみ） - FNNスーパーニュースアンカー（平日のみ） - ゆうがたLIVE ワンダー（平日のみ） - みんなのニュース ワンダー（平日のみ） - みんなのニュース 報道ランナー（平日のみ） - 報道ランナー→報道RUNNER（平日のみ）
- 山陰中央テレビ（TSK）

TSKニュース - TSKニュース6:45 - TSKニュースレポート6:30 - TSKイブニングワイド - TSKスーパータイム - TSKザ・ヒューマン - TSKスーパーニュース - TSK みんなのニュース - プライムニュースさんいん
- 岡山放送（OHK）

OHKニュース - OHK6:30 - OHK報道センター6:00 - OHKスーパータイム - OHKスーパータイムWEEKLY - OHKニュース555 ザ・ヒューマン FNN（土曜・日曜は、OHKニュース ザ・ヒューマン FNN） - OHKスーパーニュース - OHKみんなのニュース - OHKプライムニュース
- テレビ新広島（tss）

tssローカルニュース - こんばんは!tss6:30 - tssワイドニュース - tssスーパータイム - tss FNNザ・ヒューマン - tssスーパーニュース FNN - tss みんなのテレビ - FNN TSS プライムニュース イブニング（土・日曜のみ） - TSSプライムフライデー（金曜のみ） - TSSプライムニュース
- テレビ愛媛（EBC）

EBCニュース - EBCニュース6:30 - スーパータイムEBC600（日曜のみ、スーパータイムEBC530） - EBCスーパータイム - EBCザ・ヒューマン FNN - EBCスーパーニュース - みんなのニュース えひめ - EBCプライムフライデー（金曜のみ） - EBCプライムニュース
- 高知さんさんテレビ（KSS）

SUNSUNスーパータイム - SUNSUNザ・ヒューマン FNN - SUNSUNスーパーニュース - SUNSUN みんなのニュース - さんさんプライムニュース - プライムこうち イブニング（土日のみ）
- テレビ西日本（TNC）

TNCニュース - テレポートTNC（土曜・日曜は、TNCニュースレポート5:30） - TNCスーパータイム NEWS&SPORTS - TNC NEWS ザ・ヒューマン FNN - TNCスーパーニュース FNN（第1期）（平日のみ） - FNNハチナビ スーパーニュース（平日のみ） - ハチナビプラス TNCスーパーニュースFNN（平日のみ） - TNCスーパーニュース FNN（第2期） - TNC 5時のニュース・TNC 6時のニュース・みんなのニュース 福岡（平日のみ・ももち浜ストア夕方版に内包） - TNC みんなのニュース Weekend - ももち浜S特報ライブ（平日のみ）
- サガテレビ（sts）

stsニュース - sts5:25 - stsニュースレポート - 佐賀新聞ニュース - デイリーフラッシュ - FNNスーパータイム - FNN stsザ・ヒューマン - FNN stsスーパーニュース - FNN SAGA TVスーパーニュース - SAGATVみんなのニュース Weekend（週末のみ） - かちかちPress（平日のみ）
- テレビ長崎（KTN）

KTNニュース - KTNニュース6:30 - ニュースワイドKTN - KTNスーパータイム - KTNザ・ヒューマン FNN - KTNスーパーニュース FNN（第1期）（平日のみ） - KTNスーパーニュースGopan（平日のみ） - KTNスーパーニュース FNN（第2期） - KTN みんなのニュース - KTNプライムニュース
- テレビ熊本（TKU）

TKUニュース - TKUニュース・アイ - FNN TKUニュース・アイ - TKUスーパータイム - FNN TKUニュース5:50 ザ・ヒューマン（土曜・日曜は、FNN TKUニュース ザ・ヒューマン） - TKUスーパーニュース FNN（第1期）（平日のみ） - TKUスーパーニュースぴゅあピュア（平日のみ） - TKUスーパーニュース FNN（第2期） - TKU みんなのニュース - TKUプライムニュース
- テレビ大分（TOS）

TOSニュース - TOSニュースインおおいた - FNNニュースインおおいた TOS - TOSスーパータイム（日曜のみ） - TOSザ・ヒューマン FNN - TOSスーパーニュース - FNN TOSみんなのニュース（週末のみ）
- テレビ宮崎（UMK）

UMKローカルニュース - UMKニュース6:45 - UMKニュース土曜ライナー（土曜のみ） - UMKニュース - UMKニュースレポート - UMKニュースリポート - UMKスーパータイム - FNN UMKニュース ザ・ヒューマン - UMKスーパーニュース
- 鹿児島テレビ（KTS）

KTSスーパータイム NEWS&SPORTS - FNN KTSニュース ザ・ヒューマン - KTSスーパーニュース FNN（第1期）（平日のみ） - スーパーニュースイマジン（平日のみ） - KTSスーパーニュース FNN（第2期） - みんなのニュース かごしま - KTS みんなのニュース - KTSプライムニュース
- 沖縄テレビ（OTV）

OTVニュース - OTVニュース6:30 - OTVイブニングワイド - OTVスーパータイム - FNN OTVニュース555 ザ・ヒューマン（土曜・日曜は、FNN OTVニュース ザ・ヒューマン） - OTVスーパーニュース - みんなのニュース おきCORE - OTVプライムニュース